# Ołeksandr Uszkałow
Ołeksandr Leonidowycz Uszkałow (ukr. Олександр Леонідович Ушкалов; ur. 21 czerwca 1983 w Charkowie) – ukraiński poeta, prozaik, dramatopisarz i tłumacz (głównie współczesnej poezji i prozy niemieckiej).
Wykładowca literatury Charkowskiego Uniwersytetu Narodowego. Pracownik agencji reklamowej. Był redaktorem kilku antologii młodych pisarzy ukraińskich. Jego esej Fabryka futbolu znalazł się w zbiorze Dryblując przez granicę.